# El Señor de los Anillos: La Guerra del Anillo
El Señor de los Anillos: La Guerra del Anillo (Título original en inglés: The Lord of the Rings: War of the Ring) es un juego de estrategia en tiempo real (RTS) de 2003 desarrollado por Liquid Entertainment y publicado por Sierra Entertainment, una subsidiaria de Vivendi Universal Games. Ubicada en la Tierra Media ficticia de J. R. R. Tolkien, amplía los acontecimientos de la Guerra del Anillo como se cuenta en El Señor de los Anillos.
La Guerra del Anillo no está relacionada con las películas del Señor de los Anillos de Peter Jackson. El juego tiene licencia de Tolkien Enterprises, al igual que otros juegos de Tolkien basados en libros (a diferencia de los basados en películas) como La Comunidad del Anillo (2002) y El Hobbit (2003).

## Jugabilidad
El juego tiene grandes similitudes a Warcraft III con funciones añadidas, algunas utilizadas anteriormente en Battle Realms. Se utiliza un diseño y un sistema de control similares, y el jugador puede controlar unidades de héroes con habilidades especiales. La mayoría de las unidades regulares también tienen habilidades propias. El juego también sigue ciertas convenciones de RTS, como tener puntos de reunión y controlar la creación de unidades y la compra de mejoras en edificios designados.
Algunas características de "Battle Realms" que se trasladaron incluyen caminar y correr alternables para las unidades y la capacidad de incendiar edificios. El juego también emula el sistema Battle Realms yin y yang, donde la experiencia de combate (o acciones especiales) proporcionaría un recurso especial que podría usarse para comprar mejoras o unidades. Este recurso se llama "Yin" o "Yang" en el juego anterior, dependiendo de la facción que se utilice, y se llama "Destino" aquí. El jugador puede usar "Puntos de destino" (ganados en combate) para invocar héroes, comprar sus habilidades especiales y activar "Poderes de destino" especiales específicos de la facción que lo ayudarán en el juego (como invocar un Ent o un Balrog). Además, se puede ver cierta influencia de Warcraft III. Los Secuaces de Sauron deben corromper la tierra con "puestos de guerra" antes de que puedan construir sobre ella, similar a la "plaga" de Warcraft III. Cuando se juega como las Gentes Libres, uno puede controlar Ucornos, similar a las unidades elfas de la noche de "Warcraft" "Ancient Protector".
El juego presenta "Lugares de poder", monumentos que otorgan bonificaciones a todas las unidades (como mayor armadura o ataque) si el jugador los controla. El jugador toma el control de uno encontrándolo en el mapa (haciendo que una unidad se acerque a él) o arrebatándoselo al enemigo (matando a los guardias, si los hay, o tomándolo cuando se deja desprotegido).
El juego utiliza un motor de gráficos más avanzado que "Battle Realms", con clima variable y efectos de iluminación. El motor puede generar atractivos visuales, como hierba que vuela y unidades que lucen armas manchadas de sangre después de haber matado unidades enemigas.
El juego registra la cantidad de unidades enemigas eliminadas por cada una de las unidades del jugador como parte de la interfaz cuando se selecciona cada una.

### Campañas
El juego presenta una campaña del Bien y del Mal, en la que uno lucha contra la Guerra del Anillo desde lados opuestos. El juego en realidad no se centra en batallas destacadas como la Batalla de los Campos de Pelennor (excepto la Batalla de Cuernavilla, que aparece en la campaña Buena), sino que presenta escenarios basados en los escritos de Tolkien (con diversos grados de licencia tomada). Por ejemplo, la campaña del Bien comienza con Gimli y los Enanos luchando contra los Orcos en las Colinas de Hierro, y una misión del Mal tiene a Grishnákh destruyendo las Almenaras. Un escenario más fiel es la defensa de Osgiliath con Boromir y Faramir.

### Multijugador
El juego también presenta un modo de juego multijugador, donde los jugadores luchan contra la computadora (escaramuza) y/u otros jugadores (a través de la red) en mapas preestablecidos o creados por el usuario. Al igual que Battle Realms, este modo incluye varias variaciones como Razing y Survival.

### Facciones y unidades
El juego cuenta con dos facciones para elegir: las Gentes libres de La Tierra Media (el lado bueno) y los Secuaces de Sauron (el mal). La Gente Libre incluye Hombres, como los de Gondor y |Rohan, los Dúnedain, y los Beornings, así como los Elfos y los Enanos. Las criaturas aliadas incluyen los Ents y los Huorns. Los héroes jugables de este lado incluyen la Compañía del Anillo, así como líderes como Faramir y Erkenbrand. Los Esbirros de Sauron incluyen los diversos tipos de Orcos y Goblins, Huargos (montados por los Orcos), Trolls, los Hombres de Harad, y las arañas gigantes del Bosque Negro. Los héroes malvados jugables incluyen Gollum y el Rey brujo de Angmar. Otras personas o criaturas de las obras de Tolkien que aparecen en el juego, aunque normalmente no son jugables por ninguno de los bandos, incluyen a los Drúedain. hombres salvajes del Bosque de Drúadan y Almas en Pena.
La asignación de roles de unidades regulares (infantería, caballería, unidades a distancia o lanzadores de hechizos) a las personas o reinos ficticios de Tolkien es limitada, hasta cierto punto. Por ejemplo, las unidades de Gondor que se pueden crear se limitan a la infantería ("Espadachines de Gondor") y las unidades de Rohan se limitan a los "Jinetes de Rohan". Las únicas unidades a distancia que se pueden crear para las Gentes Libres son el "Lanzador de hachas enano" y el "Arquero élfico".
El juego permite (o requiere, en campañas) que el jugador use ejércitos que pueden incluir aliados que no deberían estar peleando las mismas batallas. Por ejemplo, el jugador puede crear Jinetes de Rohan durante la defensa de Osgiliath; que se luchó sin su participación. Durante el escenario Batalla del Abismo de Helm en la campaña del Bien, el jugador usa tropas combinadas de Gondor y Rohan.
El juego se toma algunas libertades con las unidades, aunque en su mayor parte, estas no entran explícitamente en conflicto con los escritos de Tolkien. Por ejemplo, los Enanos tienen el Lanzador de Hachas y el Rompeescudos Enano, que está armado con un martillo y un escudo y está cubierto con una armadura de placas. Tolkien no escribe en ninguna parte que sus Enanos usaran martillos y hachas arrojadizas en combate, y la armadura de placas no se menciona en sus escritos excepto por grebas o brazaletes.
Además, el juego presenta a los Goblins de Tolkien como distintos de los Orcos (como en La Batalla por la Tierra Media II); sin embargo, el autor estableció que esos términos se referían a las mismas criaturas.
Otro grupo de orcos, los Uruk-hai (en los libros, el resultado del cruce de hombres y orcos) están en el juego, pero son el resultado de que Saruman críe orcos con túmulos no muertos, criaturas con las que Saruman no tenía relación en los libros tampoco.
Finalmente, se han inventado nuevos personajes, incluido el héroe jugable Saleme, una asesina de Harad.

## Recepción
La Guerra del Anillo no tuvo una gran recepción, ya que GameRankings le dio un 67.46%, mientras Metacritic le lanzó un 67 de 100.
En una crítica oficial de GameSpot, Jason Ocampo lo calificó como "un esfuerzo competente, aunque mediocre", que probablemente atraería más a los "jugadores ocasionales" en lugar de a los jugadores veteranos de estrategia en tiempo real, así como a los "fanáticos de la Tierra Media", una opinión compartida por Dan Adams de IGN.
Hablando como un "geek" de Tolkien, Adams señaló que a los fanáticos del libro les puede resultar "raro" (si es que lo hizo) ver varias convenciones de estrategia en tiempo real aplicadas al mundo de Tolkien, como "elfos, humanos y enanos... se creaban de edificios" o "picaban minerales en medio de un campo verde". También señaló que el esquema del juego de diversas personas y criaturas que luchan lado a lado condujo a situaciones "extrañas" que no son fieles al libro. Jugando como la del Mal, Adams dijo que el "límite de población" (100) y la cantidad de "espacios de población" que ocupan la mayoría de las unidades (al menos 3) hacían "difícil tener la sensación de un ejercito mayor". Sin embargo, Adams dijo que su familiaridad con las obras de Tolkien había influido en sus opiniones y que Vivendi había buscado un juego con el que fuera fácil identificarse y entenderse. Dijo que los jugadores que estaban menos familiarizados con las obras de Tolkien (o eran menos puristas) probablemente no tendrían tales problemas.